# Lopautal
Das Lopautal ist ein Naturschutzgebiet in der niedersächsischen Gemeinde Wriedel in der Samtgemeinde Bevensen-Ebstorf im Landkreis Uelzen.

## Allgemeines
Das Naturschutzgebiet mit dem Kennzeichen NSG LÜ 353 ist circa 19 Hektar groß. Es ist vollständig Bestandteil des FFH-Gebietes „Gewässersystem der Luhe und unteren Neetze“. Das Naturschutzgebiet besteht aus zwei Teilflächen, die durch das Naturschutzgebiet „Oberes Lopautal“ im Landkreis Heidekreis miteinander verbunden sind. Die westliche Teilfläche grenzt nach Norden an das Landschaftsschutzgebiet „Landschaftsschutzgebiet des Landkreises Lüneburg“, die östliche Teilfläche nach Norden, Osten und Süden an das Landschaftsschutzgebiet „Süsing“, das im Geltungsbereich der Naturschutzverordnung im Naturschutzgebiet aufgegangen ist. Das Gebiet steht seit dem 16. April 2019 unter Naturschutz. Zuständige untere Naturschutzbehörde ist der Landkreis Uelzen.

## Beschreibung
Das Naturschutzgebiet liegt nordöstlich von Munster am Rand des Naturparks Lüneburger Heide. Es stellt einen Abschnitt der Lopau als naturnahen Geestbach mit abwechselnd sandigen und kiesigen Bereichen und einen Teil des ihr zufließenden Wulfsoder Grabens unter Schutz. Die Fließgewässer verfügen stellenweise über gut ausgeprägte, flutende Wasservegetation.
Die umgebenden, von Sümpfen und Niedermooren geprägten Flächen sind jeweils in das Naturschutzgebiet einbezogen. Das Gebiet als Teil eines großflächig bewaldeten Bereichs der Hohen Heide wird von Wäldern und darin eingebetteten Sümpfen, Röhrichten, Seggenrieden, Hochstaudenfluren und Feuchtgrünland geprägt. In den feuchten Talräumen stocken Erlenbruch- und Auwälder mit Schwarzerle und Esche. Dazu gesellen sich Gewöhnliche Traubenkirsche sowie Flatterulme und Stieleiche. Auf trockeneren Standorten und an den Geesträndern, die insbesondere im westlichen Teil des Naturschutzgebietes teilweise sehr steil ausgeprägt sind, stocken Kiefern-, Eichen-Buchenmischwälder und Eichenwälder. Die Eichenwälder werden von Stiel- und Traubeneiche dominiert. Dazu gesellen sich Sand- und Moorbirke, Eberesche, Zitterpappel und Waldkiefer, in geringem Umfang auch Rotbuche. Die Bruch- und Auwälder werden überwiegend sich selbst überlassen. Die Wälder des Naturschutzgebietes verfügen teilweise über einen hohen Alt- und Totholzanteil.
Das Gebiet ist Lebensraum und Nahrungshabitat verschiedener Tier- und Pflanzenarten. So sind hier u. a. Amphibien, darunter der Kammmolch, verschiedene Libellen wie Große Moosjungfer, Gebänderte Prachtlibelle, Grüne Mosaikjungfer, Blaugrüne Mosaikjungfer und Späte Adonislibelle sowie Schmetterlinge wie Feuchtwiesen-Perlmuttfalter, Braunfleck-Perlmuttfalter, Skabiosen-Scheckenfalter und Weißbindiges Wiesenvögelchen vertreten. Das Gebiet beherbergt Fischotter, Wildkatze und Biber. Seeadler, Schwarzstorch und Kranich sind Nahrungsgäste, Schwarzspecht, Waldschnepfe und Eisvogel hier heimisch. Das Gebiet beherbergt verschiedene seltene Pflanzenarten, darunter Breitblättriges Knabenkraut, Traubige Trespe und Schwarzschopfsegge. Die Lopau ist Lebensraum unter anderem für Groppe, Rapfen, Steinbeißer und Bach-, Fluss- und Meerneunauge.
Die Teilflächen des Naturschutzgebietes können von überwiegend außerhalb des Naturschutzgebietes liegenden Wander- und Wirtschaftswegen aus erlebt werden.